# Standerdmolen Rosmalen
De Standerdmolen in Rosmalen staat in de Molenstraat, in de wijk Molenhoek. De molen is gebouwd in 1732 en staat op een natuurlijke verhoging. Deze verhoging wordt langs de straatkant geaccentueerd met een betonnen rand waaraan twee oude roedes hangen van de firma Franssen.
Na de Tweede Wereldoorlog raakte de molen in verval en waren er plannen om de molen af te breken. Doordat de molen op de monumentenlijst werd geplaatst, werd sloop verhinderd en werd de molen in opdracht van de gemeente Rosmalen in de jaren 80 gerestaureerd. 
De buitenroede van de standerdmolen stamt uit 1995, de binnenroede uit 1986.
De molen is nog steeds maalvaardig en staat op de monumentenlijst met nummer 32719.
Rosmalen had vroeger meerdere molens, deze standerdmolen is nog de enig bestaande molen in de voormalige gemeente Rosmalen. Thans is het zelfs de enige molen in de gemeente 's-Hertogenbosch. De molen is in 1732 gebouwd, maar er zijn aanwijzingen te vinden dat onderdelen van de molen eerst elders hebben gestaan. Het type van de molen laat dat makkelijk toe. 
Eigenaar van de molen is de gemeente 's-Hertogenbosch.

## Fotogalerij

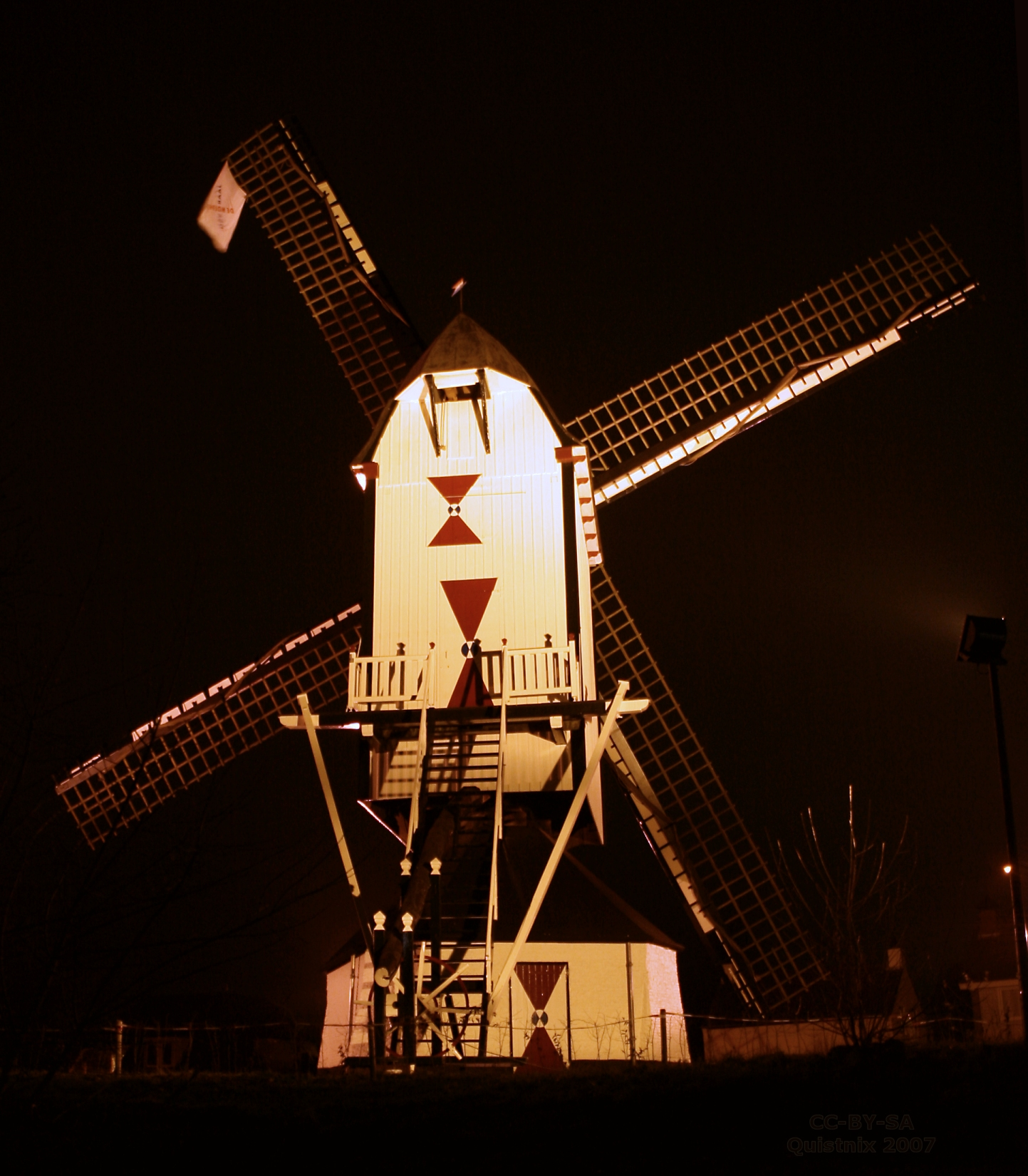
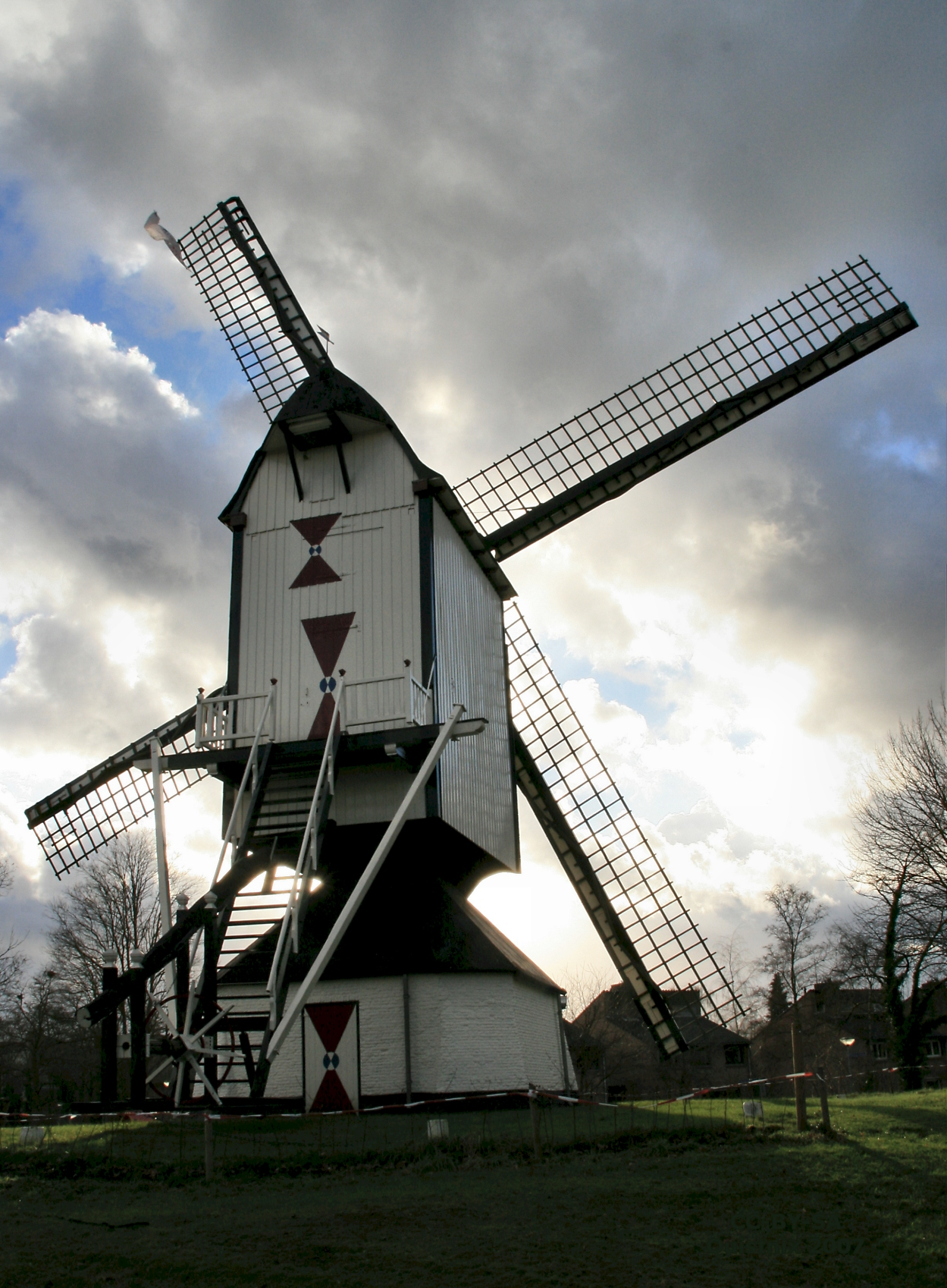
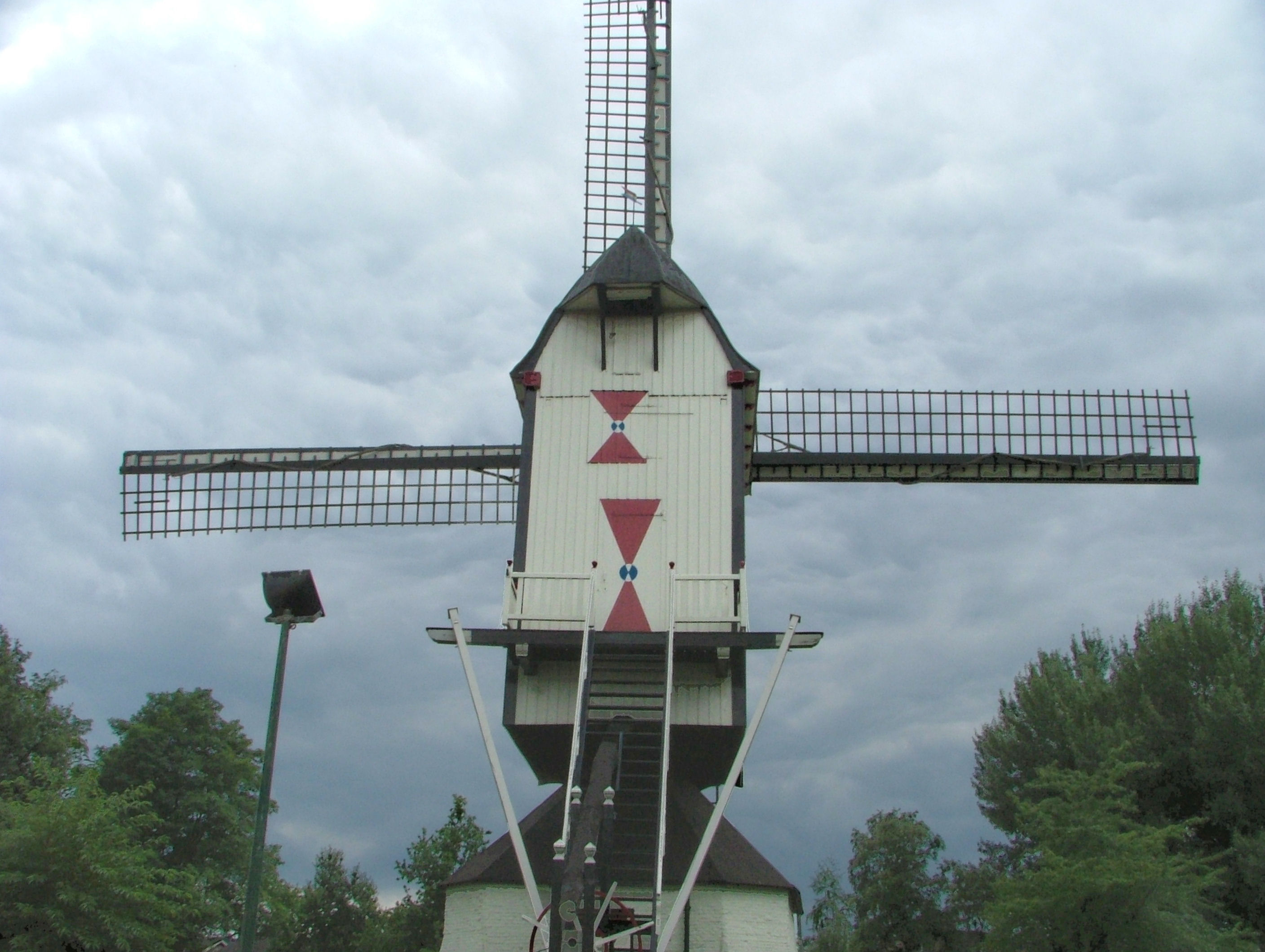
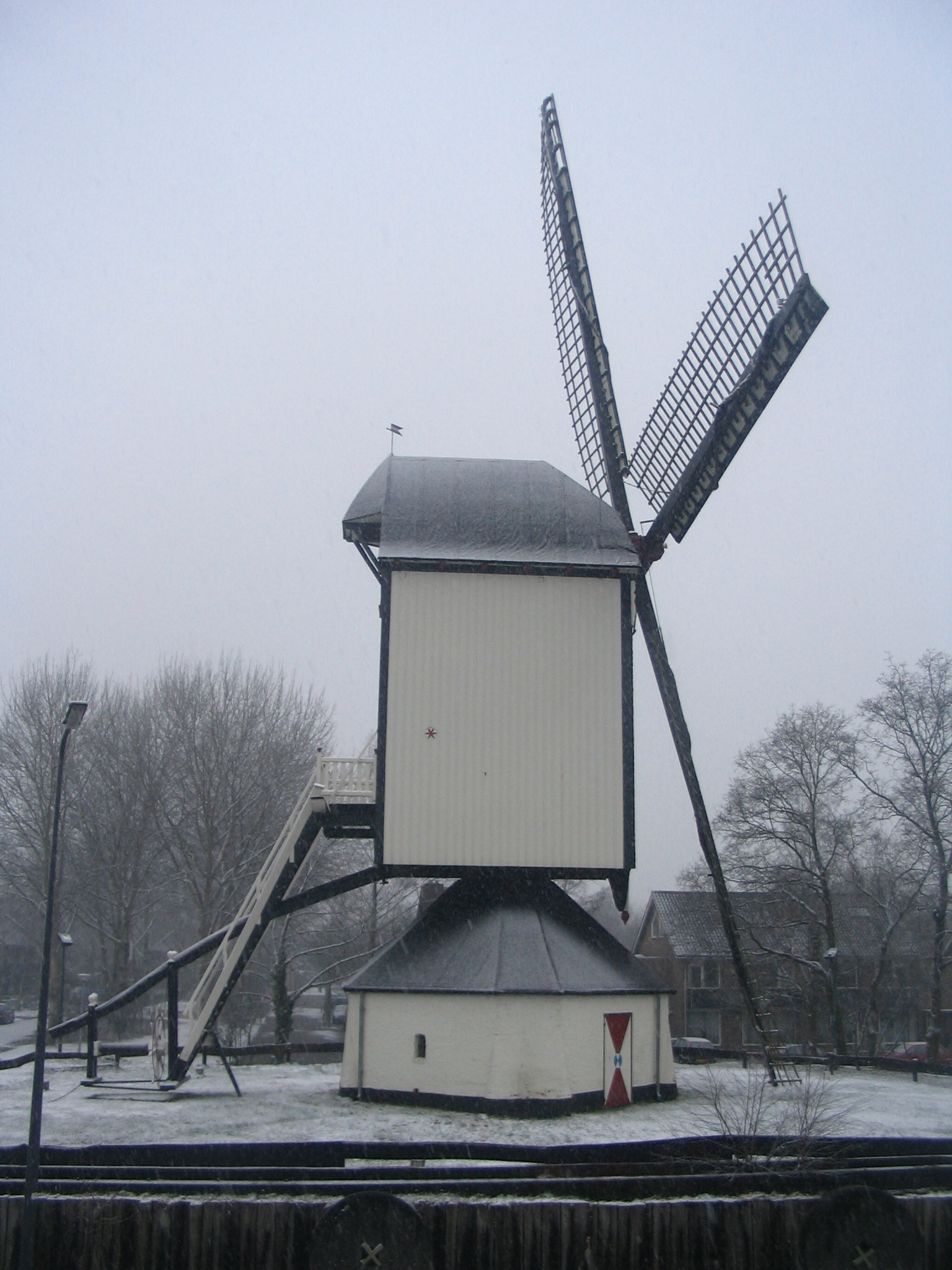